# Filipowszczyzna (rejon głębocki)
Filipowszczyzna (biał. Філіпоўшчына; ros. Филиповщина) – wieś na Białorusi, w obwodzie witebskim, w rejonie głębockim, w sielsowiecie Podświle.

## Historia
W czasach zaborów wieś i dobra w gminie Plissa, w powiecie dzisieńskim, w guberni wileńskiej Imperium Rosyjskiego. Pod koniec XIX wieku należała do Rudominów.
W latach 1921–1945 kolonia i majątek leżały w Polsce, w województwie wileńskim, w powiecie dziśnieńskim w gminie Plisa, a od 1929 roku w gminie Hołubicze.
Według Powszechnego Spisu Ludności z 1921 roku zamieszkiwało tu 41 osób, wszystkie były wyznania rzymskokatolickiego i zadeklarowały polską przynależność narodową. Było tu 7 budynków mieszkalnych. W 1931 majątek w 1 domu zamieszkiwało 17 osób, a kolonię w 1 domu 8 osób.
Wierni należeli do parafii rzymskokatolickiej w Bobrowszczyźnie. Miejscowość podlegała pod Sąd Grodzki w Głębokiem i Okręgowy w Wilnie; właściwy urząd pocztowy mieścił się w Hołubiczach.
W wyniku napaści ZSRR na Polskę we wrześniu 1939 miejscowość znalazła się pod okupacją sowiecką. 2 listopada została włączona do Białoruskiej SRR. Od czerwca 1941 roku pod okupacją niemiecką. W 1944 miejscowość została ponownie zajęta przez wojska sowieckie i włączona do Białoruskiej SRR.
Do 1960 roku w sielsowiecie Hołubicze.
Od 1991 w składzie niepodległej Białorusi.